# Benton (Alabama)
Benton é uma cidade  localizada no estado americano do Alabama, no Condado de Lowndes.

## Demografia
Segundo o censo americano de 2000, a sua população era de 47 habitantes.
Em 2006, foi estimada uma população de 44, um decréscimo de 3 (-6.4%).

## Geografia
De acordo com o United States Census Bureau, a localidade tem uma área de 0,9 km², dos quais 0,8 km² cobertos por terra e 0,1 km² cobertos por água. Benton localiza-se a aproximadamente 129 m acima do nível do mar.

## Localidades na vizinhança
O diagrama seguinte representa as localidades num raio de 24 km ao redor de Benton.